# Großer Preis von Großbritannien 2013
Der Große Preis von Großbritannien 2013 (offiziell 2013 Formula 1 Santander British Grand Prix) fand am 30. Juni auf dem Silverstone Circuit in Silverstone statt und war das achte Rennen der Formel-1-Weltmeisterschaft 2013.

## Berichte

### Hintergrund
Nach dem Großen Preis von Kanada führte Sebastian Vettel in der Fahrerwertung mit 36 Punkten vor Fernando Alonso und mit 44 Punkten vor Kimi Räikkönen. In der Konstrukteurswertung führte Red Bull-Renault mit 56 Punkten vor Ferrari und mit 67 Punkten vor Mercedes.
Beim Großen Preis von Großbritannien stellte Pirelli den Fahrern die Reifenmischungen P Zero Hard (orange) und P Zero Medium (weiß) sowie für Nässe Cinturato Intermediates (grün) und Cinturato Full-Wets (blau) zur Verfügung.
Mit Alonso, Mark Webber (jeweils zweimal), Räikkönen, Lewis Hamilton und Vettel (jeweils einmal) traten fünf ehemalige Sieger zu diesem Grand Prix an.
Als Rennkommissare fungierten Paolo Longoni (ITA), Nigel Mansell (GBR), Ron McCabe (GBR) und Lars Österlind (SWE).

### Training
Im ersten freien Training regnete es. Aus diesem Grund verzichteten elf Piloten auf eine gezeitete Runde. Räikkönen ging sogar überhaupt nicht auf die Strecke. Daniel Ricciardo erzielte die schnellste Runde vor Nico Hülkenberg und Pastor Maldonado. Ricciardo war zudem der erste Pilot, der nach 75 Minuten eine Rundenzeit setzte. Kurz vor dem Trainingsende beschädigte sich Charles Pic den Frontflügel bei einem Mauerkontakt. Ursprünglich sollte James Rossiter in diesem Training den Force India von Adrian Sutil übernehmen. Aufgrund des schlechten Wetters verzichtete der Rennstall aber auf einen Einsatz Rossiters und ließ Sutil in dem Auto fahren.
Im zweiten freien Training trocknete die Strecke ab, sodass die Piloten auf Slicks wechselten. Nico Rosberg war der schnellste Pilot vor Webber und Vettel. Felipe Massa beendete das Training nach einem Unfall in der Stowe vorzeitig. Massa schaffte am Freitag als einziger Fahrer keine 107-Prozent-Zeit.
Im dritten freien Training war die Strecke trocken. Rosberg fuhr die Bestzeit vor seinem Teamkollegen Hamilton und Vettel.

### Qualifying
Im ersten Abschnitt des Qualifyings erzielte Hamilton die schnellste Runde. Die Marussia- und Caterham-Piloten sowie Esteban Gutiérrez und Valtteri Bottas schieden aus. Im zweiten Segment war Vettel vorne. Die McLaren-Piloten sowie Maldonado, Hülkenberg, Jean-Éric Vergne und Massa schafften es nicht in den Schlussabschnitt. Im finalen Segment fuhr Hamilton die Bestzeit und erzielte die Pole-Position vor seinem Teamkollegen Rosberg und Vettel.
Im Anschluss an das Qualifying wurde Paul di Resta, der den fünften Platz belegt hatte, aus der Wertung ausgeschlossen. Das Gesamtgewicht des Fahrzeugs inklusive Fahrers war 1,5 kg zu gering. Dies war ein Verstoß gegen das sportliche Reglement Artikel 26.1 und gegen das technische Reglement Artikel 4.1. Di Resta durfte nun vom letzten Startplatz ins Rennen gehen.

### Rennen

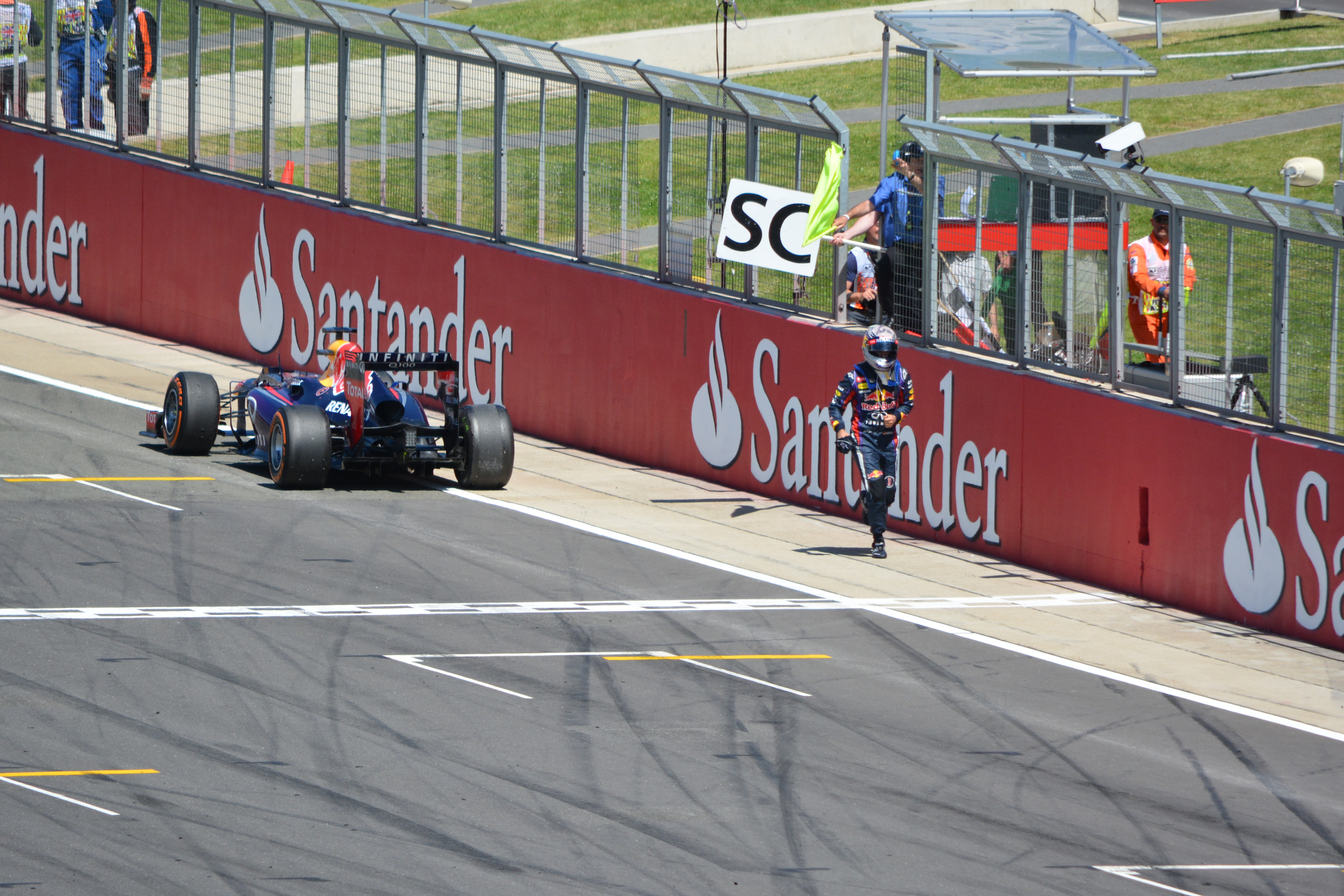
Sebastian Vettel nach seinem Ausfall

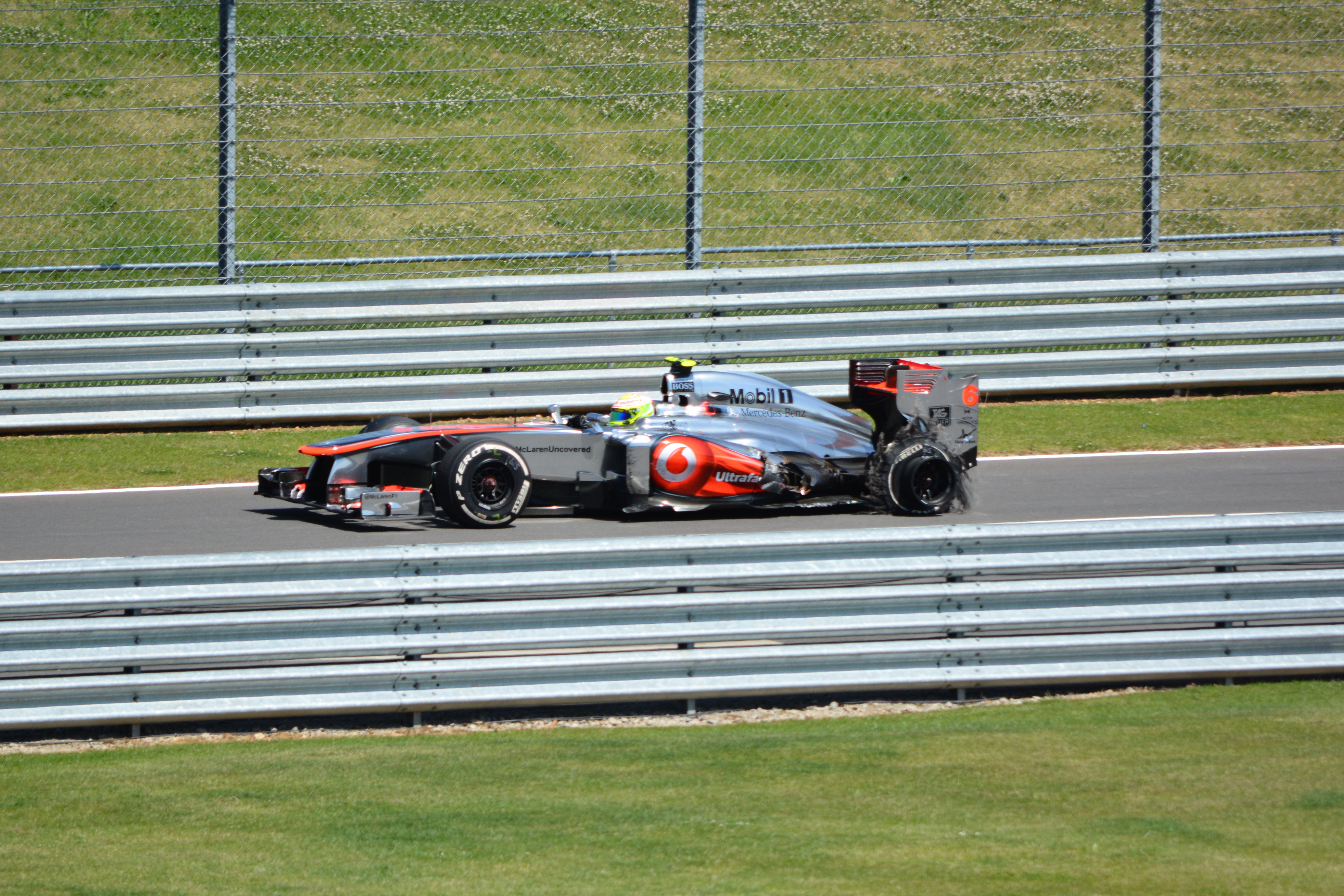
Sergio Pérez nach seinem Reifenschaden auf dem Weg zur Box

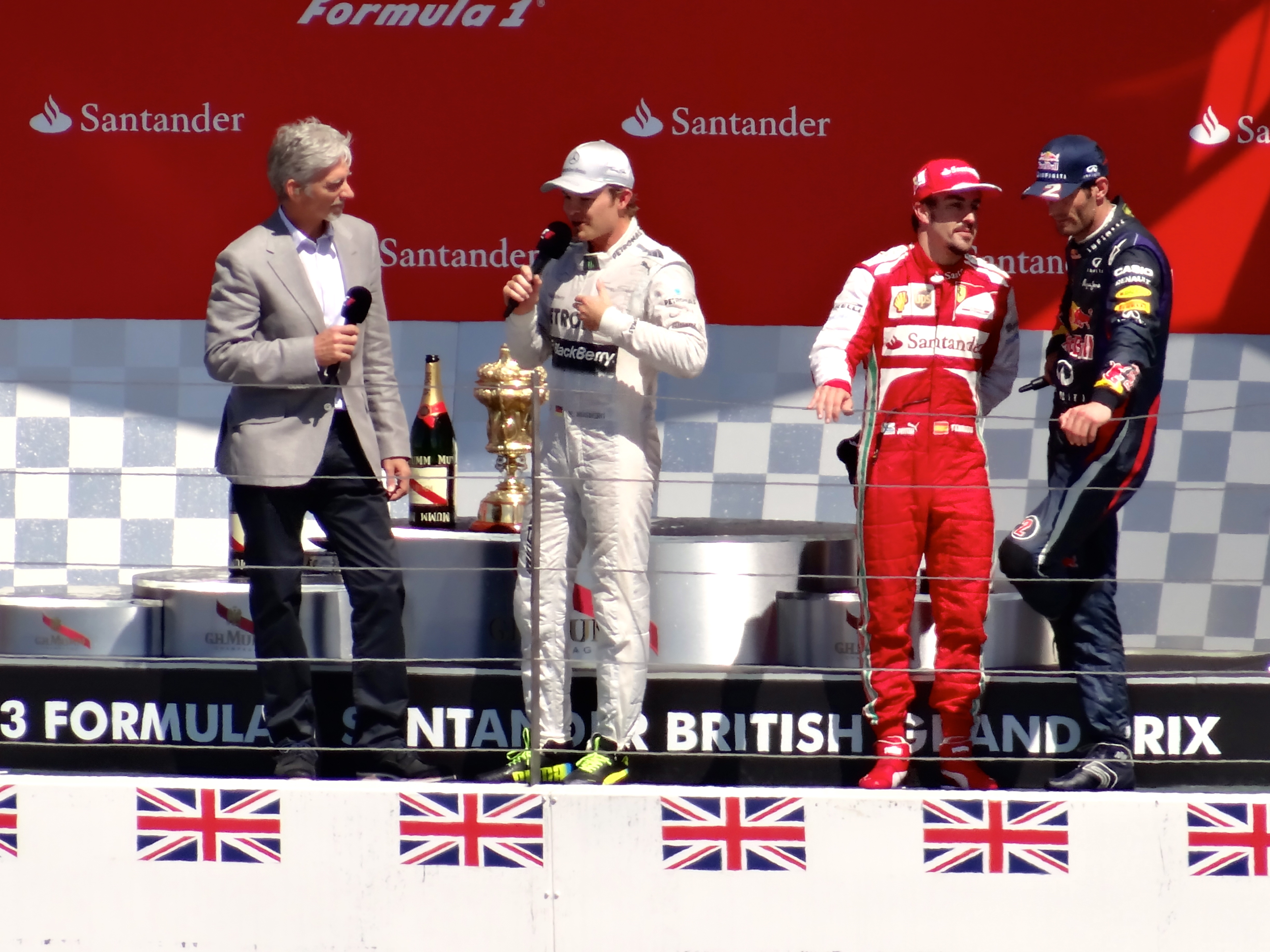
Nico Rosberg beim Podiums-Interview nach dem Rennen

Nach dem Start führte Hamilton vor Vettel, es folgte Rosberg. Webber hatte einen schlechten Start und beschädigte seinen Frontflügel nach einem Kontakt mit Romain Grosjean in Kurve 1. In Runde 7 erlitt Hamilton einen Reifenschaden am linken Hinterrad und fiel auf den letzten Platz zurück. Eine Runde später verließ Alonso die Stowe-Kurve mit einem kaputten rechten Hinterreifen, der sich nicht ablöste, was dazu führte, dass er wegen der harten Reifenmischung in die Boxengasse einfuhr und auf den elften Platz zurückfiel. In der elften Runde erlitt dann Massa den dritten Reifenschaden, nachdem er in der ersten Runde von Platz elf auf Rang fünf vorgerückt war, und musste ebenfalls in die Box. Kurz darauf bekam Vergne auch einen Reifenschaden und das Safety-Car wurde zum Reinigen auf die Strecke geschickt.
Vettel führte bis zur 42. Runde das Rennen an, als er einen Getriebeschaden erlitt und in der Nähe der Start-Ziel-Linie anhielt. Dies brachte ein zweites Safety-Car hervor. Rosberg, Webber und Alonso gingen an die Box und holten sich neue Reifen, Räikkönen blieb draußen. Das Rennen wurde in Runde 46 mit Rosberg in Führung liegend wieder aufgenommen. Webber und Alonso überholten Räikkönen. In der vorletzten Runde wurde er auch von Hamilton überholt. Rosberg gewann schlussendlich sein drittes Formel-1-Rennen vor Webber und Alonso.

## Meldeliste
| Team                          | Nr. | Fahrer              | Chassis           | Motor                | Reifen |
| ----------------------------- | --- | ------------------- | ----------------- | -------------------- | ------ |
| Infiniti Red Bull Racing      | 01  | Sebastian Vettel    | Red Bull RB9      | Renault 2.4 V8       | P      |
| Infiniti Red Bull Racing      | 02  | Mark Webber         | Red Bull RB9      | Renault 2.4 V8       | P      |
| Scuderia Ferrari              | 03  | Fernando Alonso     | Ferrari F138      | Ferrari 2.4 V8       | P      |
| Scuderia Ferrari              | 04  | Felipe Massa        | Ferrari F138      | Ferrari 2.4 V8       | P      |
| Vodafone McLaren Mercedes     | 05  | Jenson Button       | McLaren MP4-28    | Mercedes-Benz 2.4 V8 | P      |
| Vodafone McLaren Mercedes     | 06  | Sergio Pérez        | McLaren MP4-28    | Mercedes-Benz 2.4 V8 | P      |
| Lotus F1 Team                 | 07  | Kimi Räikkönen      | Lotus E21         | Renault 2.4 V8       | P      |
| Lotus F1 Team                 | 08  | Romain Grosjean     | Lotus E21         | Renault 2.4 V8       | P      |
| Mercedes AMG Petronas F1 Team | 09  | Nico Rosberg        | Mercedes F1 W04   | Mercedes-Benz 2.4 V8 | P      |
| Mercedes AMG Petronas F1 Team | 10  | Lewis Hamilton      | Mercedes F1 W04   | Mercedes-Benz 2.4 V8 | P      |
| Sauber F1 Team                | 11  | Nico Hülkenberg     | Sauber C32        | Ferrari 2.4 V8       | P      |
| Sauber F1 Team                | 12  | Esteban Gutiérrez   | Sauber C32        | Ferrari 2.4 V8       | P      |
| Sahara Force India F1 Team    | 14  | Paul di Resta       | Force India VJM06 | Mercedes-Benz 2.4 V8 | P      |
| Sahara Force India F1 Team    | 15  | Adrian Sutil        | Force India VJM06 | Mercedes-Benz 2.4 V8 | P      |
| Williams F1 Team              | 16  | Pastor Maldonado    | Williams FW35     | Renault 2.4 V8       | P      |
| Williams F1 Team              | 17  | Valtteri Bottas     | Williams FW35     | Renault 2.4 V8       | P      |
| Scuderia Toro Rosso           | 18  | Jean-Éric Vergne    | Toro Rosso STR8   | Ferrari 2.4 V8       | P      |
| Scuderia Toro Rosso           | 19  | Daniel Ricciardo    | Toro Rosso STR8   | Ferrari 2.4 V8       | P      |
| Caterham F1 Team              | 20  | Charles Pic         | Caterham CT03     | Renault 2.4 V8       | P      |
| Caterham F1 Team              | 21  | Giedo van der Garde | Caterham CT03     | Renault 2.4 V8       | P      |
| Marussia F1 Team              | 22  | Jules Bianchi       | Marussia MR02     | Cosworth 2.4 V8      | P      |
| Marussia F1 Team              | 23  | Max Chilton         | Marussia MR02     | Cosworth 2.4 V8      | P      |

## Klassifikationen

### Qualifying
| Pos.                                                                      | Fahrer              | Konstrukteur         | Q1       | Q2       | Q3       | Start |
| ------------------------------------------------------------------------- | ------------------- | -------------------- | -------- | -------- | -------- | ----- |
| 01                                                                        | Lewis Hamilton      | Mercedes             | 1:30,995 | 1:31,224 | 1:29,607 | 01    |
| 02                                                                        | Nico Rosberg        | Mercedes             | 1:31,355 | 1:31,028 | 1:30,059 | 02    |
| 03                                                                        | Sebastian Vettel    | Red Bull-Renault     | 1:31,559 | 1:30,990 | 1:30,211 | 03    |
| 04                                                                        | Mark Webber         | Red Bull-Renault     | 1:31,605 | 1:31,002 | 1:30,220 | 04    |
| 05                                                                        | Daniel Ricciardo    | Toro Rosso-Ferrari   | 1:32,097 | 1:31,182 | 1:30,757 | 05    |
| 06                                                                        | Adrian Sutil        | Force India-Mercedes | 1:32,002 | 1:31,097 | 1:30,908 | 06    |
| 07                                                                        | Romain Grosjean     | Lotus-Renault        | 1:31,466 | 1:31,530 | 1:30,955 | 07    |
| 08                                                                        | Kimi Räikkönen      | Lotus-Renault        | 1:31,400 | 1:31,592 | 1:30,962 | 08    |
| 09                                                                        | Fernando Alonso     | Ferrari              | 1:32,266 | 1:31,387 | 1:30,979 | 09    |
| 10                                                                        | Jenson Button       | McLaren-Mercedes     | 1:31,979 | 1:31,649 | –        | 10    |
| 11                                                                        | Felipe Massa        | Ferrari              | 1:32,241 | 1:31,779 | –        | 11    |
| 12                                                                        | Jean-Éric Vergne    | Toro Rosso-Ferrari   | 1:32,105 | 1:31,785 | –        | 12    |
| 13                                                                        | Sergio Pérez        | McLaren-Mercedes     | 1:31,953 | 1:32,082 | –        | 13    |
| 14                                                                        | Nico Hülkenberg     | Sauber-Ferrari       | 1:32,168 | 1:32,211 | –        | 14    |
| 15                                                                        | Pastor Maldonado    | Williams-Renault     | 1:32,512 | 1:32,359 | –        | 15    |
| 16                                                                        | Valtteri Bottas     | Williams-Renault     | 1:32,664 | –        | –        | 16    |
| 17                                                                        | Esteban Gutiérrez   | Sauber-Ferrari       | 1:32,666 | –        | –        | 17    |
| 18                                                                        | Charles Pic         | Caterham-Renault     | 1:33,866 | –        | –        | 18    |
| 19                                                                        | Jules Bianchi       | Marussia-Cosworth    | 1:34,108 | –        | –        | 19    |
| 20                                                                        | Giedo van der Garde | Caterham-Renault     | 1:35,481 | –        | –        | 22    |
| 21                                                                        | Max Chilton         | Marussia-Cosworth    | 1:35,858 | –        | –        | 20    |
| 107-Prozent-Zeit: 1:37,364 min (bezogen auf Q1-Bestzeit von 1:30,995 min) |                     |                      |          |          |          |       |
| DSQ                                                                       | Paul di Resta       | Force India-Mercedes | 1:32,062 | 1:31,291 | 1:30,736 | 21    |

Anmerkungen
1. ↑  Van der Garde wurde aufgrund zweier Vergehen um je fünf Plätze zurückversetzt. Zum einen aufgrund gefährlichen Fahrens in Kanada, zum anderen wegen eines vorzeitigen Getriebewechsels.
2. ↑  Di Resta wurde aus dem Qualifying-Ergebnis ausgeschlossen, da sein Fahrzeug zu leicht war. Dies war ein Verstoß des Artikels 26.1 des sportlichen und des Artikels 4.1 des technischen Reglements. Ihm wurde erlaubt, vom letzten Platz zu starten.

### Rennen
| Pos. | Fahrer              | Konstrukteur         | Runden | Stopps | Zeit        | Start | Schnellste Runde |
| ---- | ------------------- | -------------------- | ------ | ------ | ----------- | ----- | ---------------- |
| 01   | Nico Rosberg        | Mercedes             | 52     | 3      | 1:32:59,456 | 02    | 1:33,531 (50.)   |
| 02   | Mark Webber         | Red Bull-Renault     | 52     | 3      | + 0,765     | 04    | 1:33,401 (52.)   |
| 03   | Fernando Alonso     | Ferrari              | 52     | 3      | + 7,124     | 09    | 1:34,090 (50.)   |
| 04   | Lewis Hamilton      | Mercedes             | 52     | 2      | + 7,756     | 01    | 1:34,159 (51.)   |
| 05   | Kimi Räikkönen      | Lotus-Renault        | 52     | 2      | + 11,257    | 08    | 1:35,384 (49.)   |
| 06   | Felipe Massa        | Ferrari              | 52     | 4      | + 14,573    | 11    | 1:35,273 (51.)   |
| 07   | Adrian Sutil        | Force India-Mercedes | 52     | 2      | + 16,335    | 06    | 1:35,961 (35.)   |
| 08   | Daniel Ricciardo    | Toro Rosso-Ferrari   | 52     | 2      | + 16,543    | 05    | 1:35,927 (37.)   |
| 09   | Paul di Resta       | Force India-Mercedes | 52     | 3      | + 17,943    | 21    | 1:35,330 (52.)   |
| 10   | Nico Hülkenberg     | Sauber-Ferrari       | 52     | 3      | + 19,709    | 14    | 1:36,013 (48.)   |
| 11   | Pastor Maldonado    | Williams-Renault     | 52     | 2      | + 21,135    | 15    | 1:35,907 (52.)   |
| 12   | Valtteri Bottas     | Williams-Renault     | 52     | 2      | + 25,094    | 16    | 1:36,312 (52.)   |
| 13   | Jenson Button       | McLaren-Mercedes     | 52     | 2      | + 25,969    | 10    | 1:36,356 (39.)   |
| 14   | Esteban Gutiérrez   | Sauber-Ferrari       | 52     | 4      | + 26,285    | 17    | 1:36,439 (32.)   |
| 15   | Charles Pic         | Caterham-Renault     | 52     | 2      | + 31,613    | 18    | 1:37,091 (52.)   |
| 16   | Jules Bianchi       | Marussia-Cosworth    | 52     | 2      | + 36,097    | 19    | 1:37,978 (51.)   |
| 17   | Max Chilton         | Marussia-Cosworth    | 52     | 2      | + 1:07,660  | 20    | 1:39,156 (50.)   |
| 18   | Giedo van der Garde | Caterham-Renault     | 52     | 3      | + 1:07,759  | 22    | 1:38,722 (50.)   |
| 19   | Romain Grosjean     | Lotus-Renault        | 51     | 3      | DNF         | 07    | 1:35,614 (48.)   |
| 20   | Sergio Pérez        | McLaren-Mercedes     | 46     | 2      | DNF         | 13    | 1:36,131 (37.)   |
| –    | Sebastian Vettel    | Red Bull-Renault     | 41     | 2      | DNF         | 03    | 1:35,018 (37.)   |
| –    | Jean-Éric Vergne    | Toro Rosso-Ferrari   | 35     | 2      | DNF         | 12    | 1:38,370 (30.)   |

## WM-Stände nach dem Rennen
Die ersten zehn des Rennens bekamen 25, 18, 15, 12, 10, 8, 6, 4, 2 bzw. 1 Punkt(e).

### Fahrerwertung
| Pos. | Fahrer           | Konstrukteur         | Punkte |
| ---- | ---------------- | -------------------- | ------ |
| 01   | Sebastian Vettel | Red Bull-Renault     | 132    |
| 02   | Fernando Alonso  | Ferrari              | 111    |
| 03   | Kimi Räikkönen   | Lotus-Renault        | 98     |
| 04   | Lewis Hamilton   | Mercedes             | 89     |
| 05   | Mark Webber      | Red Bull-Renault     | 87     |
| 06   | Nico Rosberg     | Mercedes             | 82     |
| 07   | Felipe Massa     | Ferrari              | 57     |
| 08   | Paul di Resta    | Force India-Mercedes | 36     |
| 09   | Romain Grosjean  | Lotus-Renault        | 26     |
| 10   | Jenson Button    | McLaren-Mercedes     | 25     |
| 11   | Adrian Sutil     | Force India-Mercedes | 23     |

| Pos. | Fahrer              | Konstrukteur       | Punkte |
| ---- | ------------------- | ------------------ | ------ |
| 12   | Jean-Éric Vergne    | Toro Rosso-Ferrari | 13     |
| 13   | Sergio Pérez        | McLaren-Mercedes   | 12     |
| 14   | Daniel Ricciardo    | Toro Rosso-Ferrari | 11     |
| 15   | Nico Hülkenberg     | Sauber-Ferrari     | 6      |
| 16   | Pastor Maldonado    | Williams-Renault   | 0      |
| 17   | Valtteri Bottas     | Williams-Renault   | 0      |
| 18   | Esteban Gutiérrez   | Sauber-Ferrari     | 0      |
| 19   | Jules Bianchi       | Marussia-Cosworth  | 0      |
| 20   | Charles Pic         | Caterham-Renault   | 0      |
| 21   | Max Chilton         | Marussia-Cosworth  | 0      |
| 22   | Giedo van der Garde | Caterham-Renault   | 0      |

### Konstrukteurswertung
| Pos. | Konstrukteur         | Punkte |
| ---- | -------------------- | ------ |
| 01   | Red Bull-Renault     | 219    |
| 02   | Mercedes             | 171    |
| 03   | Ferrari              | 168    |
| 04   | Lotus-Renault        | 124    |
| 05   | Force India-Mercedes | 59     |
| 06   | McLaren-Mercedes     | 37     |

| Pos. | Konstrukteur       | Punkte |
| ---- | ------------------ | ------ |
| 07   | Toro Rosso-Ferrari | 24     |
| 08   | Sauber-Ferrari     | 6      |
| 09   | Williams-Renault   | 0      |
| 10   | Marussia-Cosworth  | 0      |
| 11   | Caterham-Renault   | 0      |